# Portmanteau-Test
Portmanteau-Tests (frz.: Mantel-tragend) sind statistische Tests, die reine Signifikanztests darstellen. Sie testen gegen eine lose formulierte Gegenhypothese, sozusagen wird gegen mehrere Gegenhypothesen unter einem Mantel getestet.
In der Zeitreihenanalyse versteht man als Portmanteau-Tests Tests, mit deren Hilfe im Rahmen der Diagnosephase für mehrere Autokorrelationskoeffizienten getestet werden kann, ob sie sich signifikant von null unterscheiden. 
Diese Tests stellen streng genommen nur ein Beispiel von Portmanteau-Tests dar.

## Box-Pierce-Test
Die ursprüngliche Version des Tests stammt von Box/Pierce.
Die Hypothesen für diesen Test lauten:
{\displaystyle H_{0}\colon \rho _{1}({\hat {Z_{t}}})=\dots =\rho _{K}({\hat {Z_{t}}})=0\,} und
{\displaystyle H_{1}\colon \rho _{l}({\hat {Z_{t}}})\neq 0\,} gilt für mindestens ein l.
Dabei ist {\displaystyle \rho _{l}({\hat {Z_{t}}})} die (empirische) Autokorrelation der Reihe {\displaystyle ({\hat {Z_{t}}})} zum Lag (der zeitlichen Verschiebung) {\displaystyle l} und {\displaystyle K} die Anzahl der zu testenden Autokorrelationen.
Die Teststatistik wird Q-Statistik genannt:
{\displaystyle Q_{BP}=T\sum _{l=1}^{K}\rho _{l}^{2}({\hat {Z_{t}}})\,,}
wobei {\displaystyle T} der Umfang des Datensatzes ist.
Diese Prüfgröße ist unter der Nullhypothese χ2-verteilt mit {\displaystyle \nu =K-p-q} Freiheitsgraden; {\displaystyle H_{0}} kann also verworfen werden, falls
{\displaystyle Q_{BP}>\chi _{\nu ;1-\alpha }^{2}\,.}
Die Auswahl eines geeigneten Wertes für {\displaystyle K} ist problematisch. Ist {\displaystyle K} zu niedrig, greift die Asymptotik der {\displaystyle \chi ^{2}}-Approximation nicht. Auch ein zu großes {\displaystyle K} hat nicht gewünschte Effekte. Für die Bestimmung von {\displaystyle K} kann folgende Faustregel verwendet werden:
{\displaystyle K\approx {2}{\sqrt {T}}\,.}

## Ljung-Box-Test
Da der Box-Pierce-Test nur bei langen Zeitreihen mit mehr als 100 Zeitreihenwerten zufriedenstellend arbeitet, wird von Ljung/Box eine abgewandelte Teststatistik herangezogen. Dabei wird T durch T(T+2)/(T-K) ersetzt. Als Teststatistik ergibt sich:
{\displaystyle Q_{LB}=T(T+2)\sum _{l=1}^{K}{\frac {1}{T-l}}\rho _{l}^{2}({\hat {Z_{t}}}).}